# Katarzyna Rygiel
Katarzyna Rygiel (ur. 19 kwietnia 1975 w Kielcach) – polska pisarka, autorka powieści obyczajowych, kryminalnych oraz książek dla dzieci. Z wykształcenia archeolożka i dziennikarka. Mieszka w Warszawie. 

## Życiorys
Pochodzi z Kielc, gdzie ukończyła Państwowe Liceum Sztuk Plastycznych im. Józefa Szermentowskiego (kierunek tkactwo artystyczne). Absolwentka archeologii śródziemnomorskiej oraz dziennikarstwa na Uniwersytecie Warszawskim. Po studiach przez kilka lat pracowała w branży public relations, jako dziennikarka współpracowała z wydawnictwami De Agostini i Nowa Era. 
Debiutowała w 2005 roku powieścią obyczajową Pod powiekami. Jest również autorką cyklu kryminalnego o antropolog Ewie Zakrzewskiej, który ukazał się nakładem wydawnictwa Zysk i S-ka. W 2017 roku do księgarń trafiła powieść dla dzieci Tarapaty (Wydawnictwo Agora), którą napisała na podstawie scenariusza Marty Karwowskiej do filmu pod tym samym tytułem. W tym samym roku została stypendystką Ministra Kultury i Dziedzictwa Narodowego w kategorii Literatura. W 2020 roku ukazała się druga część Tarapatów, pod tytułem: Klątwa Lucyny, czyli Tarapaty 2, a w latach 2021-2023 trylogia dla dzieci zatytułowana Strażnik Klejnotu, inspirowana historią i legendami Warszawy. W 2023 roku została wydana powieść Doppelgänger. Sobowtór, która powstała na podstawie scenariusza Andrzeja Gołdy do filmu w reżyserii Jana Holoubka oraz Kleks. Nowy początek według scenariusza Krzysztofa Gurecznego i Agnieszki Kruk do filmu Akademia Pana Kleksa (2023) w reżyserii Macieja Kawulskiego.   
W 2023 roku została laureatką VI Konkursu im. Astrid Lindgren organizowanego przez Fundację „ABCXXI – Cała Polska czyta dzieciom” i zdobyła Grand Prix za książkę Porozmawiajmy o sztuce, Tygrysie, która  ukazała się rok później nakładem Wydawnictwa Literatura.       

## Twórczość

### Powieści
- Pod powiekami (2005), Wydawnictwo Autorskie[6]
- Miłość i samotność (2008), Zysk i S-ka[7]
- Ekspedycja Kolitz, wyd. I - Zysk i S-ka (2008)[8], wyd. II - Edipresse Polska (2017)[9]
- Gra w czerwone, wyd. I - Zysk i S-ka (2009)[10], wyd. II - Edipresse Polska (2017)[11]
- Śmiertelne zlecenie, wyd. I - Zysk i S-ka (2011)[12], wyd. II - Edipresse Polska (2017)[13]
- Wielki chłód, wyd. I - Zysk i S-ka (2015)[14], wyd. II - Edipresse Polska (2017)[15]
- Opowiadacz (2021), Oficynka[16]
- Doppelgänger. Sobowtór (2023), Wydawnictwo Agora

### Książki dla dzieci
- Tarapaty (2017), Wydawnictwo Agora[17]
- Klątwa Lucyny, czyli Tarapaty 2 (2020), Wydawnictwo Agora[18]
- Strażnik Klejnotu (2021), Wydawnictwo Dwukropek[5]
- Wszystkie zaułki przeszłości (2022), Wydawnictwo Dwukropek[19]
- Jeden dzień (2023), Wydawnictwo Dwukropek[20]
- Kleks. Nowy początek (2023), Wydawnictwo Agora dla dzieci[21]
- Porozmawiajmy o sztuce, Tygrysie (2024), Wydawnictwo Literatura[22]
- Po prostu magia (2024), Wydawnictwo Dwukropek[23]
- Miasto doskonałych (2024), Wydawnictwo Ibis[24]

## Nagrody i wyróżnienia
- Wyróżnienie literackie w konkursie Książka Roku 2021 Polskiej Sekcji IBBY dla powieści Strażnik Klejnotu[25]
- Wyróżnienie w XX edycji konkursu Świat Przyjazny Dziecku organizowanego przez Komitet Ochrony Praw Dziecka dla powieści Strażnik Klejnotu[26]
- Wpisanie powieści Strażnik Klejnotu na Listę Skarbów Muzeum Książki Dziecięcej za rok 2021[27]
- Grand Prix VI Konkursu Literackiego im. Astrid Lindgren za tekst Porozmawiajmy o sztuce, Tygrysie[28]
- I Nagroda w VI Konkursie Literackim im. Astrid Lindgren w kategorii wiekowej od 6 do 10 lat za tekst Porozmawiajmy o sztuce, Tygrysie[28]
- Nominacja do 31. Ogólnopolskiej Nagrody Literackiej im. Kornela Makuszyńskiego dla powieści Jeden dzień[29]
- I Świętokrzyska Nagroda Literacka za książkę Porozmawiajmy o sztuce, Tygrysie[30]